# Rumpo
Rumpo är en by (estniska: küla) i Estland. Den ligger på Ormsö som ligger utanför landets västkust, i Ormsö kommun och landskapet Läänemaa, 98 kilometer sydväst om huvudstaden Tallinn. Byn hade 23 invånare år 2011.
Rumpo ligger vid Ormsös södra kust mot Moonsund (estniska: Väinameri). På byns marker ligger udden Rumpnäset som är Ormsös sydspets och skiljer Hulloviken i öster från Svibyviken i väster. Till byn hör även den lilla skärgård som ligger i Hulloviken, till exempel öarna Pasja, Tälmen, Norrsanken, Sunnansanken, Storstensgrundet, Aborrgrundet och Gutagrunden. Rumpo ligger cirka 2 km sydöst om Ormsö kommuns centralort Hullo och cirka 2 km sydväst om öns färjeläge Sviby.
Rumpo ligger på Ormsö som jämte Nuckö traditionellt har varit centrum för estlandssvenskarna. Ortnamnen på Ormsö minner om estlandssvenskarnas historia. Det estlandssvenska uttalet av byns namn är romp. Ormsö avfolkades nästan helt under andra världskriget när flertalet estlandssvenskar flydde till Sverige. 